# Шарпшутер
Шарпшу́тер (англ. Sharpshooter «меткий стрелок; следопыт; застрельщик») — наименование солдата одноимённых подразделений в армии США времён Гражданской войны, предшественников пехотных снайперов (марксманов), которые отлично владели навыками стрельбы. 
В английском языке «шарпшутером» также называют пехотинца с отличными показателями стрельбы: так, в действующей армии США меткий стрелок награждается значком «эксперта», «марксмана» или «шарпшутера».

## История

### Наполеоновские войны
Подразделения особо метких стрелков существовали в британской армии. Большая часть британских солдат была вооружена гладкоствольными мушкетами, не отличавшимися высокой точностью, зато британские «Зелёные мундиры» имели более эффективное оружие — кремнёвые мушкеты Бейкера. Благодаря нарезному стволу с плотными канавками точность стрельбы значительно возрастала, хотя нарезной мушкет перезаряжался дольше. Именно такие стрелки были элитой британской армии, которая вела разведку позиций врага и первой вступала в бой, задерживая противника.
23 июня 1801 года вышел номер газеты «Edinburgh Advertiser», в котором упомянули слово «Sharp Shooter» в значении не только меткого стрелка, но и наименования подразделения. Однако упоминание этого термина датируется и 1781 годом: считается, что это буквальный перевод с немецкого слова «Scharfschütze» (с нем. — «снайпер»).

### Гражданская война в США
Во время Гражданской войны в США шарпшутеры вели ограниченные боевые действия, поскольку командование стремилось избежать обычных потерь, вызываемых перестрелками на небольших дистанциях. Шарпшутеры, использовавшиеся обеими сторонами, реже были снайперами, чаще — разведчиками и непосредственными участниками сражений. Они были хорошо вооружены и обучены, вступали первыми в бой.
Несмотря на то, что шарпшутеры достаточно эффективно применялись обеими сторонами, южане имели в этом плане безусловное преимущество как в количественном, так и в качественном отношении, по двум причинам: во-первых, они имели очень широкий мобилизационный потенциал для набора высококлассных стрелков, поскольку в южных штатах традиционно были очень развиты охота и стрелковый спорт, как элементы оружейной культуры в целом, потому количество хорошо подготовленных метких стрелков на Юге значительно превышало наличие таковых у северян (Бердану приходилось комплектовать свой полк главным образом из спортсменов, вооружённых спортивными же винтовками, охотников неоткуда было набрать в таком количестве), во-вторых, шарпшутеры южан были вооружены импортируемыми из Англии винтовками Уитворта, непревзойдёнными по своей точности среди всех винтовок того времени благодаря полигональной нарезке ствола и уникальной удлинённой пуле, которые обеспечивали прицельный огонь на расстоянии до полутора тысяч ярдов, что было совершенно фантастической дальностью для стрелкового оружия того времени, на Севере отказались от закупок винтовок этой модели. Благодаря «уитвортам», называемым «чудо-винтовками», южанам удалось убить множество офицеров и даже нескольких генералов противника. Имели место трагикомичные ситуации, так например, в битве под Спотсильвейни генерал северян Джон Седжвик, прохаживаясь вдоль залёгших солдат, упрекал их в трусости, утверждая, что с такого расстояния противник не попадёт даже в слона в полный рост, договорить он не успел, выпущенная шарпшутером южан пуля из «уитворта» с тысячи ярдов попала ему в лицо, Седжвик упал замертво. Даже примитивный подсчёт потерь обеих сторон свидетельствует не в пользу северян.

#### Северяне
Крупнейшими подразделениями шарпшутеров в Армии Союза были 1-й и 2-й добровольческие полки метких стрелков. Они состояли из рот, где служили уроженцы Восточного побережья. Командовал ими генерал Хайрем Бердан, изобретатель и один из лучших стрелков США. В Потомакской армии также была рота K 1-го Мичиганского добровольческого полка метких стрелков, составленная из индейцев племён одава, оджибве и потаватоми.
На Западном театре боевые действия вели бойцы 66-го Иллинойсского добровольческого пехотного полка ветеранов, известного как «Западные меткие стрелки Бёрджа» или «Западные шарпшутеры — 14-й полк добровольцев Миссури». Их обучение проводил в казармах Сент-Луис-Бентон генерал-майор Джон Фримонт. В шарпшутеры этого полка записывались уроженцы Западных штатов — Огайо, Мичиган, Иллинойс, Миссури. Минимальное требование к каждому бойцу — уметь попадать 10 выстрелами в круг диаметром 7,5 см на расстоянии 182,88 м. Оружием шарпшутеров были винтовки Плейна, которые изготавливал оружейник Хорейс Димик.
«Винтовки Димика» (англ. Dimick Rifles) были специально модифицированы для ведения снайперского огня: к ним крепился специальный «патентованный прицел Лоуренса» (англ. Lawrence Patent Sight), стрельба велась «швейцарскими егерскими» круглыми пулями, которые отобрал Димик как наиболее точные. Это было единственное подразделение федеральных войск, оснащённое такими «охотничьими ружьями». Осенью 1863 года на вооружение полка поступила магазинная винтовка Генри, которая давала преимущество северянам в ведении огня. 250 солдат Западных шарпшутеров приобрели на собственные средства эти винтовки: в среднем каждая винтовка стоила 40 долларов, что превышало оклад рядового за три месяца. Ричард Йейтс-старший, губернатор штата Иллинойс, в 1864 году на собственные средства закупил винтовки Генри для солдат 64-го Иллинойсского добровольческого пехотного полка, ставшего известным как «Меткие стрелки Йейтса».

#### Южане
Шарпшутеры использовались в Армии КША в качестве лёгкой пехоты, которая вела разведку позиций противника и завязывала бой. Полковник 5-го Алабамского пехотного полка Роберт Роудс (позже генерал-майор) отвечал за подготовку шарпшутеров. Использовались они южанами куда шире, чем северянами: существовали иррегулярные подразделения на полковом уровне и батальоны различных размеров, прикомандированные к более крупным воинским формированиям. Среди известных подразделений выделяются 1-й Джорджианский батальон метких стрелков и ещё три батальона из Джорджии, 9-й Миссурийский батальон метких стрелков Пинделла и батальоны метких стрелков из Северовирджинской армии.
Луис Леон, шарпшутер 53-го Северокаролинского полка, в своих мемуарах писал, что нёс службу на аванпостах и участвовал непосредственно в сражениях. В его роте было всего 12 шарпшутеров, включая него самого, но только он и ещё один человек выжили после битвы при Геттисберге. Как сообщал полковник Джеймс Морхед, рядовой Леон в бою застрелил шарпшутера северян, коим оказался индеец из Канады.